# Wolfpac
Wolfpac – amerykański zespół muzyczny grający muzykę hip hop i rap. Został utworzony w 1997 roku przez Daddy'ego Long Legsa, który wcześniej był związany z zespołem Bloodhound Gang. Zespół powstał w Red Hill w Pensylwanii (USA).

## Historia
W roku 1996 Daddy Long Legs i M.S.G. odeszli z Bloodhound Gang, po czym postanowili stworzyć nowy zespół hiphopowy. Jeszcze w tym samym roku wydali demo "Evil Is as Evil Does". Parę miesięcy po tym wydali EPkę: "Somethin Wicked This Way Comes". W 2001 roku wydali kolejny album długogrający: "Evil Is...".
Zespół wystąpił w kilku odcinkach The Howard Stern Show, Opie and Anthony oraz Kerrang! Radio's The Asylum with Tim Shaw.
W 2007 roku zespół nagrał swój pierwszy film: "The Girls of Wolfpac Vol. 1". Film był nominowany w 2008 roku do nagrody AVN za "Best Pro-Am Release". Zespół wydał drugi film: "The Girls Of Wolfpac Vol. 2" za pośrednictwem HellHouse Media 19 maja 2008 roku.
Wolfpac miał swój show w Internecie pod tytułem Super Deluxe Fun Time Variety Hour on W-Fuck Off Radio.

## Członkowie zespołu

### Obecni członkowie
- Daddy Long Legs — wokal
- Buddha — wokal
- Freek – wokal
- Genocide — tylny wokal
- Jade Jolie — tancerz
- DJ Setekh – efekty
- Bane

### Dawni członkowie
- Jason Porter

## Dyskografia[2]
- Somethin Wicked This Way Comes (1997)
- Evil Is... (2001) / UK Version (2005)
- Raw (2008)